# 일본국 헌법 제20조
일본국 헌법 제20조(일본어: 日本国憲法第20条)은 일본국 헌법 제3장 "국민의 권리와 의무"의 조문 중 하나이다. 종교의 자유와 정교분리 원칙에 대해 규정하고 있다.

## 조문
일본국 헌법 제20조
① 종교의 자유는 누구에게나 이를 보장한다. 어떠한 종교 단체도 국가로부터 특권을 받거나 정치 상의 권력을 행사하여서는 아니 된다.
② 누구든지 종교 상의 행위, 축전, 의식 또는 행사에 참가하는 것을 강제 받지 아니한다.
③ 국가 및 그 기관은 종교 교육 그 외 어떠한 종교적 활동도 하여서는 아니 된다.

## 해설
"종교의 자유"는 구체적으로 다음과 같다.
- 종교 상의 신앙의 자유 - 특정 종교를 믿을 자유, 신앙을 바꿀 자유, 종교를 믿지 않을 자유
- 종교적 행위의 자유 - 예배, 기도, 그 외 종교상의 행위, 축전, 의식 또는 행사를 열고, 참가하거나 혹은 이러한 행위를 하지 않을 자유, 선교의 자유
- 종교 상의 결사의 자유 - 종교 단체를 설립하여 가입할 자유, 활동할 자유, 또는 가입하지 않고 활동하지 않을 자유[1]

또한 본조 제1항 후단, 제2항, 제3항 및 헌법 제89조는 정교분리 원칙을 규정하고 있다.
제3항의 "국가 및 그 기관"의 범위에 대한 판례는 아직 없다. 정부의 해석은 다음과 같다.
- 내각, 정부의 각 기관(국가공무원), 국회, 각급 재판소
- 내각총리대신, 그 외 국무대신, 각 성(省)의 사무차관, 국장, 과장
- 천황, 황실
- 지방자치단체 및 그 기관(지방공무원)
- 도도부현 지사, 시정촌장, 도도부현 부지사, 시정촌 조역(부수장), 부장, 과장
- 정당, 정치인